# 짐노페디
《짐노페디》(프랑스어: Gymnopédies) 또는 《3개의 짐노페디》(Trois Gymnopédies)는 에릭 사티가 1888년부터 시작해 1898년 4월에 작곡을 완성한 피아노곡이다. 

## 작품의 제목
귀스타브 플로베르의 소설 《살람보》(Salammbô)와 파트리스 콩테미뉘의 시 〈고대 예술품〉(Les Antiques)에서 영감을 얻었다.

## 구성
총 3곡으로 되어 있다.
- 1번: 느리고 비통하게(Lent et douloureux), 라장조/라단조
- 2번: 느리고 슬프게(Lent et triste), 다장조
- 3번: 느리고 장중하게(Lent et grave), 가단조

## 관련 논문
- 윤혜선, 〈에릭 사티의 '3곡의 짐노페디', '차가운 소곡집', '5개의 녹턴 중 Ⅰ,Ⅱ,Ⅲ'에 대한 분석 연구〉, 이화여자대학교 음악대학원 석사학위논문, 2001년 2월
- 이정아, 〈Erik Satie의 「3 Gymnopedies」에 대한 분석 연구〉,  신라대학교 일반대학원 음악학과 피아노 전공, 2023년

## 비평판 악보
- Ulrich Krämer 편집, 《Erik Satie Gymnopédies》, G. Henle Verlag, 2011년